# Epirrhoe pseudoalternata
Epirrhoe pseudoalternata là một loài bướm đêm trong họ Geometridae.